# Paraliparis wolffi
Paraliparis wolffi és una espècie de peix pertanyent a la família dels lipàrids.

## Descripció
- Fa 12,1 cm de llargària màxima.
- Nombre de vèrtebres: 75-76.[4]

## Hàbitat
És un peix marí i demersal que viu entre 4.182 i 4.195 m de fondària.

## Distribució geogràfica
Es troba a les illes Crozet.